# 許載

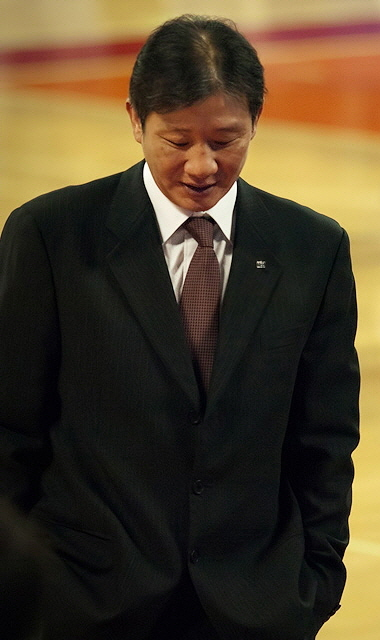
許載

許 載（ホ・ジェ, 허재, 1965年9月28日 -）は、韓国の元プロバスケットボール選手。本貫は陽川許氏。春川市出身。韓国では「バスケットボール大統領」、「バスケットボールのカリスマ」と呼ばれた。

## 経歴
- 中央大学校出身[3]。
- 1988年 ソウルオリンピックで選手宣誓を行なった。
- 1990年 バスケットボール世界選手権で史上最多の62得点を記録した。
- 1997年 韓国プロリーグ元年の起亜（キア）自動車（現・蔚山モービスフィバス）の優勝に貢献した。
- 1998年 原州ナレブルーバード（後の原州TG三宝エクサス、現・原州東部プロミ）に移籍。
- 2004年 現役引退した。背番号9番は原州東部の永久欠番となる。
- 2005年 全州KCCイージスのヘッドコーチに就任。
- 2015年 全州KCCイージスのヘッドコーチを退任。
- 2016年 バスケットボール男子韓国代表のヘッドコーチに就任。

## その他の戦績
- バスケットボール・フェスティバル（韓国国内のアマチュア大会で、日本で言うオールジャパンに当たる）優勝7回、MVP3回

## 家族
息子の許雄と許訓もプロバスケットボール選手。